# Yvette Alde
Yvette Alde est une artiste peintre, lithographe et illustratrice française née le 28 juin 1911 à Paris et morte le 30 octobre 1967 à Paris,. Elle vécut à la cité Montmartre-aux-artistes du 189, rue Ordener et appartient à l'École de Paris.

## Biographie

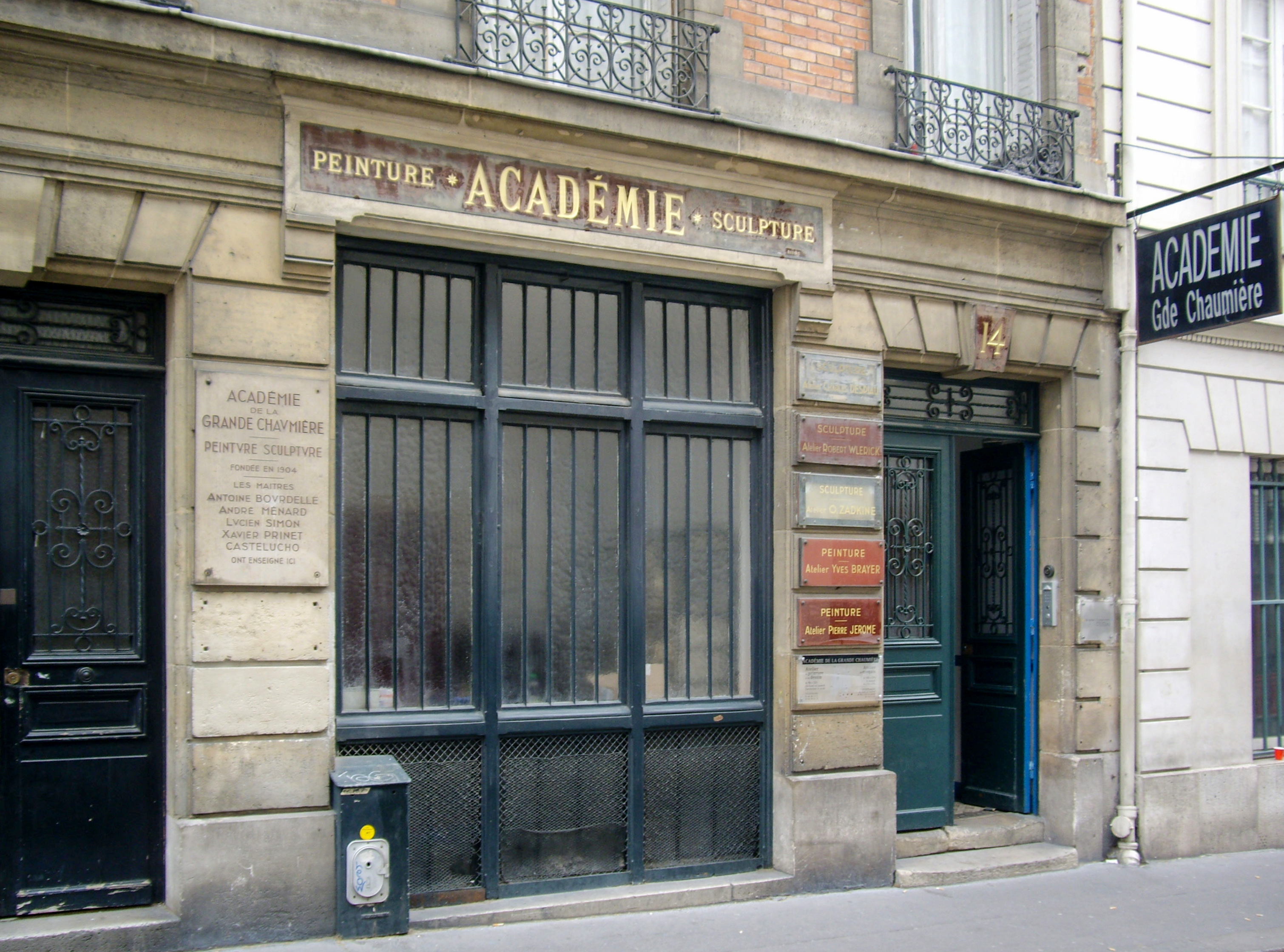
Académie de la Grande Chaumière, Paris

Élève de l'Académie de la Grande Chaumière, Yvette Alde a pour maîtres Charles Picart Le Doux et André Lhote. Elle débute dans les salons parisiens en 1932, faisant partie en 1933, en même temps qu'André Marchand, Armand Nakache, Charles Walch et Gabriel Zendel, des nouveaux exposants du Salon des indépendants. Sa première exposition personnelle se tient à Barcelone en décembre 1935, les peintures de paysages présentées énonçant un séjour effectué à Majorque. En août 1946, elle épouse Max Cogniat.
Dans une lettre datée du 13 août 1966, Yvette Alde évoque sa combativité contre une cruelle maladie : « hospitalisée, mais boulot acharné... ». Disparue trop tôt en octobre 1967, elle repose dans la 30e division du cimetière de Montmartre. En avril 1968, un hommage particulier lui est rendu dans le cadre du Salon Comparaisons.

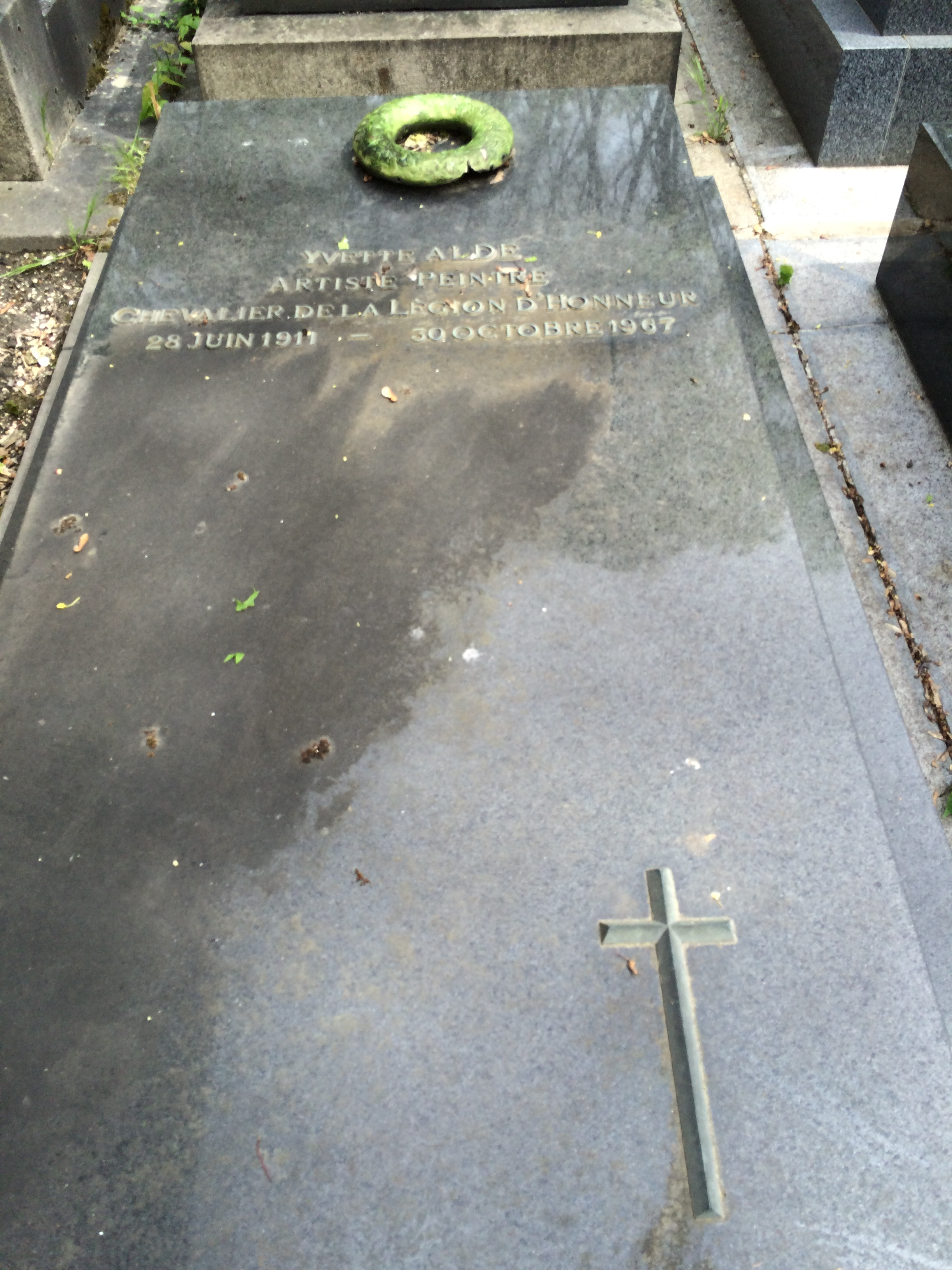
Tombe d'Yvette Alde au cimetière Montmartre (Paris).

## Contributions bibliophiliques
- Robert Desnos, Les trois solitaires, œuvres posthumes, nouvelles et poèmes inédits - Poème pour Marie - A la Hollande - Mon tombeau, lithographies d'Yvette Alde, tirage 320 exemplaires, Éditions les 13 épis, 1947.
- Henri Perruchot, Sous la lumière noire - Nouvelles inédites, lithographies d'Yvette Alde, tirage 300 exemplaires, Éditions les 13 épis, 1948.
- Pierre Morel, La Corse, couverture d'Yvette Alde, Arthaud, 1951, réédité en 1955.
- Joseph Kessel, Belle de jour suivi de La Passante du Sans-Souci, illustrations d'Yvette Alde, Éditions Lidis, 1955.
- Gabriel Faure, La Riviera : de Vintimille à Pise, couverture d'Yvette Alde, Arthaud, 1956.
- Jean Giono, Routes et chemins - Édition des peintres témoins de leur temps à l'occasion de leur XIe exposition au Musée Galliera, cinquante six planches hors-texte de dessins en fac-similé, dont Yvette Alde (Ma promenade sur la route de Dinan), Pierre Ambrogiani, Jean Aujame, Yves Brayer, Bernard Buffet, François Desnoyer, André Fougeron, Édouard Goerg, Henri Hayden, Camille Hilaire, Isis Kischka, Pierre Lelong, Roger Lersy, Roger Montané, José Palmeiro, Joseph Pressmane, Michel Rodde, Luc Simon, Kostia Terechkovitch, Louis Toffoli, Maurice Verdier, Henry de Waroquier, Gabriel Zendel, Éditions du Musée Galliera/Presses artistiques de France, 1962.
- André Flament, L'évènement par soixante peintres - Édition des peintres témoins de leur temps à l'occasion de leur XIIe exposition au Musée Galliera, volume enrichi de vingt lithographies originales éditées par Fernand Mourlot et signées, dont Yvette Alde, Roger Bezombes, Yves Brayer, Jean Carzou, Michel Ciry, Jean Commère, François Desnoyer, Roger Lersy, Kostia Terechkovitch, Gabriel Zendel..., Éditions du Musée Galliera, 1963.
- Alfred de Musset, Lorenzaccio, illustrations d'Yvette Alde, Éditions André Vial, 1967.
- Albert-Marie Schmidt, Le roman de Renart dans sa verdeur originelle pour la récréation des tristes et la tristesse des cafards, illustrations d'Yvette Alde, Éditions Lacydon, Marseille, 1967.

## Expositions

### Expositions personnelles
- Galerias Syra, Barcelone, 1935.
- Galerie Speranza, Paris, 1937[10].
- Anglo-French Art Centre (en), Londres, novembre-décembre 1947.
- Galerie Drouant-David, Paris, 1949, 1950, 1956.
- Galerie Allard, Paris, février 1952[11].
- Yvette Alde - Œuvres récentes, Galerie Boissière, Paris, avril 1960[12].
- Galerie Montmorency, Paris, 1967.

### Expositions collectives
- Salon d'automne, Paris, à partir de 1932.
- Salon des indépendants, Paris, à partir de 1933[4].
- Exposition d'art français contemporain, Cambridge, 1939.
- Salon des Tuileries, Musée d'art moderne de la ville de Paris, juin-juillet 1944.
- Salon de mai, Paris, 1948, 1949, 1950.
- Première Biennale de São Paulo, 1951.
- Artistes d'aujourd'hui, Musée d'art moderne de la ville de Paris, janvier 1955.
- Salon des peintres témoins de leur temps, Musée Galliera, Paris, de 1956 à 1967.
- Salon du dessin et de la peinture à l'eau, Paris, 1958[13].
- Le pétrole vu par 100 peintres , Musée Galliera, Paris, œuvre présentée : La circulation automobile rue Royale - Paris octobre 1959
- Art figuratif - Yvette Alde, Bernard Buffet, Jean Carzou, Bernard Lorjou, André Marchand, Michel Patrix, Gabriel Zendel, Galerie Paul Raffray, Paris, mars 1961.
- 77e Salon de l'Union des femmes peintres et sculpteurs (Yvette Alde, invitée d'honneur), Musée d'art moderne de la ville de Paris, mars-avril 1961.
- Expositions non datées : Salon de la Société nationale des beaux-arts, Paris[3].
- Exposition organisée à l'occasion des États-Généraux du désarmement, Cercle Volney, mai 1963.
- Yvette Alde, Simone Julienne, Germaine Lacaze, Galerie Mirage, Montpellier, 1964.
- 1er Salon Biarritz - San Sebastián : École de Paris, peinture, sculpture - Yvette Alde, André Beauce, Jehan Berjonneau, Roland Bierge, Andrée Bordeaux-Le Pecq, Rodolphe Caillaux, Jack Chambrin, Paul Charlemagne, Jean-Joseph Crotti, Gen Paul, Antonio Guansé, Henri Hayden, Franck Innocent, Daniel du Janerand, Adrienne Jouclard, Jean Joyet, Georges-André Klein, Germaine Lacaze, André La Vernède, Robert Lotiron, Jean Navarre, Roland Oudot, Robert Saint-Cricq, Maurice Verdier, Henry de Waroquier…, casino de Biarritz et Musée San Telmo, Saint-Sébastien (Espagne), juillet-septembre 1965[14].
- Salon Comparaisons, salle d'exposition Wilson, Paris, avril 1968[9].
- Nudités - Le nu dans la peinture française au XXe siècle, Centre Cristel Éditeur d'art, Saint-Malo, décembre 2014 - février 2015[15].
- Women's history month, Wolfs Gallery, Cleveland (Ohio), mars 2015.
- Faces à la mer - Le portrait dans les collections des Franciscaines, les planches de Deauville, 2016.
- Magiciennes - Hélène Jousse, Anne Limbour, Yvette Alde, Centre Cristel Éditeur d'art, Saint-Malo, octobre 2016 - janvier 2017[16].
- Alde-Carzou-Zendel - Dessins & gravures de la Nouvelle École de Paris", Galerie T, Vannes, 10 décembre 2022-12 février 2023.

## Réception critique
- « Un amour farouche et plantureux de la vie habite Yvette Alde, un besoin de retour aux données primitives, presque sauvages du monde. Sa peinture est une expression d'un désir interne qui n'a que faire des subtilités ; elle est une prise de possession des éléments, un essai de domptage des forces de la nature, sans le moindre orgueil, sans vanité, parfois même avec un certain "bongarçonnisme", si on peut dire pour une femme. Mais Yvette Alde ne fait pas de la peinture de femme, elle fait de la peinture ardente de camarade d'hommes. » - Michel Florisoone[10]
- « Ses passions vont de l'Espagne, illuminée comme un vitrail gothique, aux clairs obscurs de la Hollande fouettée de coups de vent nordiques. Ses amours sont multiples puisqu'elle est femme, le rêve surréaliste la caressa de son aile piquetée d'inquiétantes sirènes aux yeux mauves, mais elle était trop fille de la Méditerranée pour y croire éternellement, trop architecte aussi. Yvette Alde, faite pour le lyrisme, chante en hautes notes l'amour de la beauté perdue. » - Jean Bouret[17]
- « Yvette Alde ressent et conçoit le monde comme mi-rêve, mi-réalité. Un fond dynamique de sensualité mystique lui permet d'associer les caractères les plus divers de la grande peinture : visions de génies ou d'anges, transpositions des figures en personnages mythiques, animation étrange des paysages et de la plus humble nature morte ou fleur en une parcelle d'âme ; matière travaillée, nourrie et saine, foisonnante et cependant discrète ; palette légèrement assourdie qui laisse transparaître l'éclat de tons et d'accords mystérieux, musicaux, reflets de spiritualité. Il n'y a plus dessin, ou volumes, ou pâte, ou couleur ; il y a un tout puissamment charpenté, d'une densité rare, et dont la pudeur d'expression, en une facture sans faiblesse, n'arrive pas à voiler totalement la bouleversante et attachante qualité. Chaque œuvre est une prodigieuse composition plastique et émotive, comparable à celles des grands maîtres classiques, avec l'inéluctable sceau de notre temps. » - Robert Vrinat[12]
- « C'est son constant dialogue avec son monde invisible qui toujours se laisse percevoir dans ses toiles ou ses gouaches. Elle a beau, par la générosité de sa pâte, par la somptuosité chaleureuse de ses tons, paraître étrangère à toute assimilation à un style mallarméen, c'est pourtant à des vers de Mallarmé que m'oblige à songer la constante présence en ses compositions d'êtres extratemporels, anges, démons, dieux ou fées... Il faut, pour oser en peupler aujourd'hui un cosmos auquel l'homme arrache chaque jour davantage de son mystère et de sa poésie, une personnalité originale et forte qui s'exprime jusque dans la joaillerie fastueuse de son colorisme. » - Guy Dornand[18]

## Collections publiques

### France
- Musée d'art et d'histoire de Cognac :
  - Le jugement de Pâris[19] ;
  - Le bouquet bleu, huile sur toile 73x54cm, vers 1960[20].
- Musée des Franciscaines, Deauville.
- Musée de Grenoble.
- Musée Eugène-Boudin de Honfleur, Nu sur le tabouret, vers 1935.
- Musée Hébert, La Tronche, Quatre filles dansant, 1961.
- Hôtel de ville, Le Pré-Saint-Gervais, Divertissements, deux panneaux décoratifs, 25m2 (huiles sur toiles)[21].
- Musée des Beaux-Arts de Limoges.
- Musée Fabre, Montpellier.
- Musée des beaux-arts d'Orléans.
- Musée d'art moderne de la ville de Paris, Fleurs, lithographie 33x19cm, l'un des 35 exemplaires[22]..
- Musée Carnavalet, Paris, Kermesse aux étoiles dans le  jardin des Tuileries, 1955[23].
- Fonds national d'art contemporain, Puteaux :
  - Sans titre, décoration murale pour le réfectoire du lycée de jeunes filles de Douai, 402x286cm, vers 1940[24] ;
  - Paysage mystique, huile sur toile 36x66cm, vers 1940 (en dépôt à l'ambassade de France de Dublin)[25] ;
  - Portrait de Soutine, huile sur toile 116x73cm, vers 1945[26] ;
  - Fleurs, huile sur toile 116x73cm, vers 1950[27] ;
  - Notre-Dame, huile sur toile 38x46cm, vers 1951 (en dépôt à l'ambassade de France de Montevideo)[28] ;
  - Fleurs et tranche de melon, aquarelle et gouache 49x31cm, avant 1952[29].
- Musée d'Art et d'Histoire de Saint-Denis.
- Musée Paul-Valéry, Sète.
- Musée d'art de Toulon.
- Les Abattoirs, Toulouse.
- Musée d'Art et d'Archéologie de Valence.

### Autres pays
- Musée National Zabana d'Oran.
- Musée national d'Indonésie, Djakarta.
- Musée d'Eilat.
- Musée d'art de Tel Aviv[30]
- Musée d'art moderne (musée Sztuki) de Lodz, Fruits, fleurs et ange, 1960.
- Musée d'Art de l'université de Princeton, Nature morte[31].
- Musée d'art de Pully (Suisse).
- Musée d'art moderne de San Francisco.

## Collections privées
- Henri Braun-Adam (1900-1977)[32].
- Jean Bouret, Saint Georges terrassant le dragon, huile sur toile 190x114cm, 1948[33].

## Fresques murales
- Lycée de jeunes filles, Douai.
- Hôtel de ville du Pré-Saint-Gervais.
- Cathédrale Notre-Dame-de-l'Immaculée-Conception de Kabgayi (Rwanda).